# Pöppelmann (Familie)
Pöppelmann ist ein niederdeutscher Familienname. Den Namen führen alte Familiennamensbücher (Heintze-Cascorbi, Halle 1925) und der Oldenburger Heimatforscher Clemens Pagenstert auf die Pappel (altniederdeutsch: Poppel) zurück, die wohl zuerst dem Hof und dann der besitzenden Familie ihren Namen gab. Der Name kommt ursprünglich nur im Oldenburger Münsterland und in Westfalen vor. Die Heimatforscher sind sich jedoch uneins, ob in dieser Region der Name mehrmals entstanden ist oder ob alle Namensträger letztendlich auf einen Hof in Grandorf (Gemeinde Holdorf im Landkreis Vechta) zurückzuführen sind.

## Bedeutende Namensträger
- Johann Poppelman (1649–1725), schwedischer Theologe
- Matthäus Daniel Pöppelmann (1662–1736), Baumeister
- Johann Adolph Pöppelmann (1694–1773), Maler, Sohn von Matthäus Daniel Pöppelmann
- Carl Friedrich Pöppelmann (1696/97–1750), Baumeister und Architekt, Sohn von Matthäus Daniel Pöppelmann
- Christian Wilhelm Pöppelmann (1701–1782), Oberpostmeister in Dresden und Bautzen, Sohn von Matthäus Daniel Pöppelmann
- Peter Pöppelmann (1866–1947), Bildhauer
- Ray Poppelman (1907–2005), Football-Spieler
- Josef Pöppelmann (1928–1983), Gründer der Firma Pöppelmann in Lohne
- Gertrud Pöppelmann (1924–2009), Ehefrau von Josef Pöppelmann, Unternehmerin
- Bernd Pöppelmann (* 1946), Maler
- Heike Pöppelmann (* 1965), Archäologin

## Verbreitung
Im Online-Telefonbuch finden sich derzeit 145 Teilnehmer mit dem Namen Pöppelmann. Davon leben mehr als 70 Prozent im Oldenburger Münsterland und in Westfalen. Der überwiegende Rest lebt in Großstädten, vor allem im Rhein-Ruhr-Gebiet. Im 17. Jahrhundert wanderten einige Pöppelmanns nach Schweden aus, wo sich der Name in Poppelman änderte. Auch in den Niederlanden taucht der Name Poppelman im 17. Jahrhundert auf. Allerdings lässt sich bislang noch keine Einwanderung aus Deutschland anhand konkreter Personen belegen. Im 19. Jahrhundert kam es dann zu einer Emigration in die USA. In Wisconsin nannten sich die Nachkommen der Auswanderer Poppelman, in Ohio dagegen Poeppelman. 

## Geschichte des Hofes in Grandorf
1224 wurde Bischof Engelbert I. von Osnabrück auf der Reise von Bremen nach Osnabrück auf der Grandorfer Heide von Wegelagerern überfallen und durch drei Bauern und deren Knechte gerettet. Zum Dank machte er die Bauern, Pöppelmann, Eschhoffmann und Große Klönne, die bisher persönliche Leibeigene der Grafen von Vechta gewesen waren, zu „Osnabrücker Erben“. Sie waren damit zwar noch nicht frei, bekamen aber einen Anteil an der „Mark“, dem gemeinsamen Landbesitz der dörflichen Markgenossenschaft. Als „Halberben“ war ihr Anteil aber geringer als der der Vollerben mit den älteren Rechten. 
Schon sieben Jahre später kaufte Engelbert „Popelmann to Grandorpe“ wieder aus der Lehensherrschaft des Ritters Absalom von Grandorf los und schenkte den Hof zusammen mit zwei anderen dem neu gegründeten Zisterzienserinnen-Stift in Bersenbrück. Die Schenkung wurde 1248 urkundlich festgehalten. In den Akten des Klosters ist die Geschichte des Hofes gut dokumentiert, da aus Größe und Viehbestand die Höhe der Abgaben errechnet wurde. Insgesamt gab es bemerkenswert wenige einschneidende Änderungen. Selbst der Dreißigjährige Krieg führte nicht wie bei vielen anderen Höfen zur völligen Verwüstung, sondern nur zu einer Dezimierung des Viehbestandes (etwa von 27 auf 4 Rinder). Die Böden wurden als sehr schlecht eingestuft und deshalb mit der niedrigsten Abgabe belegt. Aber auch familiäre Ereignisse wie Todesfälle, Hochzeiten oder der Freikauf jüngerer Söhne wurden in den Büchern festgehalten, da auch zu diesen Anlässen Abgaben an den Grundherren zu entrichten waren. In einer Urkunde vom 25. Mai 1494 genehmigte die Bersenbrücker Äbtissin Gertrud von Lanchals, dass „hinrike poppelmann zu grandorpe und seine echte Hausfrau, tobe smoot, und echter byde Kynder albert, lubbe, hinrik und tobe“ einen Acker an einen Nachbarn verpachten durften. Seit dieser Zeit lässt sich ein lückenloser Stammbaum der Familie rekonstruieren.
Mit der Säkularisation im Jahr 1803 fiel der Hof an die Hannoversche Klosterkammer und ging von dort in den Besitz des Großherzogtums Oldenburg über. 1843 löste Johann Heinrich Pöppelmann seinen Hof dann gegen „127 Reichstaler, 6 Gutegroschen und 2 Pfennig“ aus der Abhängigkeit aus. Gegenwärtig wird der Hof in der 14. Generation seit „hinrike poppelmann und tobe smoot“ von Alena Pöppelmann als Bio-Betrieb bewirtschaftet. Bei anderen Zweigen der Familie lässt sich im 19. Jahrhundert – neben der Auswanderung in die USA – beobachten, wie innerhalb von zwei bis drei Generationen der Weg vom Bauern über erfolgreiche Unternehmen hin zur gutsituierten Akademikerfamilie genommen wurde. 

## Matthäus Daniel Pöppelmann
Matthäus Daniel Pöppelmann, der Erbauer des Dresdner Zwingers stammt aus Herford. Eine Verbindung nach Grandorf ist bislang nicht nachgewiesen. Seine Vorfahren lassen sich bis auf seinen Ururgroßvater Daniel Pöppelmann (1526–1618) zurückführen, der Kaufmann und Ratsherr von Herford war. Als einer der reichsten Bürger der Stadt stiftete er der Marienkirche von Herford einen Altar und der Johanniskirche eine noch heute existierende Kanzel, auf der eine androgyne Gestalt mit Bart und weiblichen Brüsten abgebildet ist. Das Wappen der Herforder Pöppelmanns zeigte eine Pappel, umrahmt von zwei Rosen. Mitglieder der Familie wanderten im 17. Jahrhundert nach Narva aus. Andere waren in die Hexenverfolgung in Lemgo verstrickt.